# Приимков-Ростовский, Юрий Данилович Мачехин
Князь Юрий Данилович Приимков-Ростовский по прозванию Мачехин (ум. 1607) — рында, голова и воевода во времена правления Фёдора Ивановича, Бориса Годунова и Смутное время.
Из княжеского рода Приимковы-Ростовские. Сын князя Данилы Борисовича Приимкова-Ростовского.

## Биография

### Служба Фёдору Ивановичу
В 1587 году стряпчий и был рындой при представлении Государю литовского, а в 1589 году турецкого послов. В 1590 году показан в стольниках и в сентябре "смотрел" в кривой государев стол. В этом же году в апреле рында при представлении Государю турецкого посла. В 1591 году четвёртый рында в белом платье с топором и в золотой цепи при представлении польских послов. В декабре этого же года, при приёме польских послов в Золотой палате, был третьим рындой, и с ним местничал назначенный четвёртым рындой князь Василий Михайлович Мосальский Рубец.

#### Служба Борису Годунову
В 1598 году пятнадцатый голова и есаул в государевом походе в Серпухов по "крымским вестям". В 1601 году при приёме Государём польских послов, сидел у яств польских королевских дворян. В этом же году, по царскому указу, послан в Ряжск и Шацк осматривать войска. С марта 1602 года первый воевода в Ряжске, после сходный воевода в Сторожевом полку окраинных войск. В 1605 году послан в Переславль.

##### Служба в Смутное время
В 1607 году второй воевода в городе Царёво-Борисов, где и убит бунтующими казаками.
По родословной росписи показан бездетным.

## Критика
В родословных книгах произошла "чехарда" с братьями князя Юрия Даниловича. А.Б. Лобанов-Ростовский в Русской родословной книге указывает у отца трёх сыновей: самого Юрия (старший), Александра по прозванию "Кутюк" и Андрея Даниловича упомянутого в 1617 году воеводой в Вятке. М.Г. Спиридов в родословной книге упоминает только самого  Юрия (старший) и младшего брата князя Александра Даниловича, а брат князь Андрей Данилович — отсутствует. П.Н. Петров в Истории родов русского дворянства показывает: самого Юрия (второй сын) и младшего Андрея, от брака со второй женой, а князь Александр Данилович "Кутюк" показан старшим сыном от первой жены.